# John Hopkins
John Hopkins (Ramona, 22 maggio 1983) è un pilota motociclistico statunitense, ritiratosi dall'attività agonistica.

## Carriera
Nato in California da genitori britannici, inizia ad andare in moto a 4 anni. Esordisce nel motomondiale nel 2002, con una Yamaha YZR500 del team Red Bull Yamaha WCM, gommata Dunlop. Il suo esordio nella massima cilindrata (la neonata MotoGP), causa una moto difficile da guidare, non è dei più facili.
Infatti, l'esordiente californiano è solo quindicesimo in classifica mondiale con 58 punti, riuscendo però a precedere diversi piloti più esperti e quotati come Sete Gibernau, Tetsuya Harada, Régis Laconi e Garry McCoy (suo compagno di squadra). Questo exploit gli vale una proposta della Suzuki, che cerca di riprendersi il titolo iridato.
Tuttavia la Suzuki non riesce a imporsi tra i primi ed il giovane Hopkins arranca. L'anno successivo la Suzuki si accorda con la Bridgestone ma le cose non cambiano molto, Hopkins tuttavia riesce a mettersi in evidenza con una prima fila in Giappone ed un sesto posto in Portogallo. Nel 2005 la Suzuki migliora ma le prime posizioni sono ancora lontane, nel 2006 arriva un nuovo sponsor, la Rizla, ed è l'ultimo anno delle MotoGP con 990cc. La Suzuki è già proiettata al 2007 con le nuove MotoGP 800cc e lavora per l'anno successivo, mettendo in pista un anticipo del 2007.
Questa moto, sebbene non propriamente sviluppata per il 2006, si dimostra sufficientemente competitiva e permette a John Hopkins e Chris Vermeulen di presentarsi con una buona continuità nelle prime posizioni, e di conquistare 3 pole position. Per il 2007 i piloti e lo sponsor sono confermati, ed i risultati arrivano con Hopkins che ottiene nelle prime quattro gare un quarto posto in Qatar, un sesto in Turchia ed un terzo posto in Cina con una caduta in Spagna, mentre lottava per il podio.
Il 2007 continua in modo altalenante per Hopkins che comunque riesce a prendersi qualche soddisfazione soltanto nella seconda parte di stagione. Il secondo posto in Repubblica Ceca e il terzo a San Marino lo portano nelle parti alte della graduatoria, grazie anche a una certa continuità nei risultati. L'ultima gara disputata su una Suzuki, a Valencia, termina con un brillante terzo posto, che gli assicura il quarto posto finale in classifica. Nei test di inizio 2008, solo dopo aver completamente modificato gli assetti, Hopkins riesce a trovare un passo redditizio in gara.
Il 2008 però si rivela un'annata tribolata: Hopkins e la "verdona" di Akashi non ottengono i risultati sperati, e come se non bastasse, a fine anno, vista la crisi economica che ha attanagliato un po' tutto il pianeta, i vertici nipponici, nell'ottica di abbattimento dei costi, manifestano la loro intenzione di fare un passo indietro e ritirarsi dalla top class del motomondiale per puntare sul campionato mondiale Superbike. Così, Hopkins, che avrebbe dovuto affiancare Marco Melandri sulla "verdona", rescinde il contratto, mentre al compagno viene affidata una Kawasaki privata gestita dal team Hayate.
Nel 2009 Hopkins allora partecipa al campionato mondiale Superbike guidando una Honda CBR 1000RR del team Stiggy Racing Honda come sostituto di Roberto Rolfo.
Nel 2011 corre in MotoGP il Gran Premio di Spagna sulla Suzuki GSV-R del team ufficiale Rizla Suzuki MotoGP in sostituzione dell'infortunato Álvaro Bautista. Inoltre corre nel campionato Britannico Superbike sempre con la Suzuki dove, dopo aver vinto cinque gare, è vice-campione a solo due punti da Tommy Hill. Nello stesso anno corre il Gran Premio di Silverstone nel campionato mondiale Superbike in qualità di wildcard, dove ottiene la superpole. Avrebbe dovuto correre anche il Gran Premio della Repubblica Ceca ma una caduta nelle prove libere lo ha costretto a non parteciparvi. A seguito di questo infortunio non riesce a gareggiare nemmeno in Malesia, dove avrebbe dovuto correre come wildcard (la gara poi è stata cancellata a seguito dell'incidente mortale di Marco Simoncelli).
Per il 2012 gareggia nel mondiale Superbike in sella a una Suzuki del Crescent Racing. Al termine della stagione annuncia che non correrà l'anno successivo, per cercare di riprendersi da pesanti infortuni precedenti.
Fa qualche apparizione nel campionato britannico Superbike fra il 2014 e il 2015, per poi ritirarsi definitivamente dalle corse.

## Risultati in gara

### Motomondiale
| 2002 | Classe | Moto   |    |    |    |    |    |    |   |   |    |     |   |    |    |    |    |    |  |  | Punti | Pos. |
| ---- | ------ | ------ | -- | -- | -- | -- | -- | -- | - | - | -- | --- | - | -- | -- | -- | -- | -- |  |  | ----- | ---- |
| 2002 | MotoGP | Yamaha | 12 | 14 | 13 | 11 | 12 | 10 | 7 | 8 | NP | Rit | 8 | 14 | 14 | 18 | 16 | 11 |  |  | 58    | 15º  |

| 2003 | Classe | Moto   |    |    |   |     |     |    |    |    |     |    |    |    |     |  |    |    |  |  | Punti | Pos. |
| ---- | ------ | ------ | -- | -- | - | --- | --- | -- | -- | -- | --- | -- | -- | -- | --- |  | -- | -- |  |  | ----- | ---- |
| 2003 | MotoGP | Suzuki | 13 | 13 | 7 | Rit | Rit | 15 | 15 | 11 | Rit | 17 | 18 | NP | Rit |  | 12 | 13 |  |  | 29    | 17º  |

| 2004 | Classe | Moto   |    |    |     |     |     |    |    |   |   |     |   |     |   |     |    |    |  |  | Punti | Pos. |
| ---- | ------ | ------ | -- | -- | --- | --- | --- | -- | -- | - | - | --- | - | --- | - | --- | -- | -- |  |  | ----- | ---- |
| 2004 | MotoGP | Suzuki | 13 | 15 | Rit | Inf | Rit | 14 | 15 | 9 | 8 | Rit | 6 | Rit | 8 | Rit | 15 | 12 |  |  | 45    | 16º  |

| 2005 | Classe | Moto   |    |     |   |    |    |     |    |   |    |    |    |   |   |    |    |    |    |  | Punti | Pos. |
| ---- | ------ | ------ | -- | --- | - | -- | -- | --- | -- | - | -- | -- | -- | - | - | -- | -- | -- | -- |  | ----- | ---- |
| 2005 | MotoGP | Suzuki | 14 | Rit | 7 | 16 | 11 | Rit | 13 | 8 | 11 | NP | 13 | 5 | 9 | 17 | 10 | 15 | 13 |  | 63    | 14º  |

| 2006 | Classe | Moto   |   |     |    |   |    |    |   |   |   |    |   |   |   |    |    |   |    |  | Punti | Pos. |
| ---- | ------ | ------ | - | --- | -- | - | -- | -- | - | - | - | -- | - | - | - | -- | -- | - | -- |  | ----- | ---- |
| 2006 | MotoGP | Suzuki | 9 | Rit | 17 | 4 | 15 | 10 | 4 | 6 | 8 | 10 | 6 | 7 | 6 | 12 | 12 | 6 | 11 |  | 116   | 10º  |

| 2007 | Classe | Moto   |   |    |   |   |   |   |   |   |   |   |    |   |   |   |    |   |   |   | Punti | Pos. |
| ---- | ------ | ------ | - | -- | - | - | - | - | - | - | - | - | -- | - | - | - | -- | - | - | - | ----- | ---- |
| 2007 | MotoGP | Suzuki | 4 | 19 | 6 | 3 | 7 | 5 | 4 | 5 | 5 | 7 | 15 | 2 | 3 | 6 | 10 | 7 | 8 | 3 | 189   | 4º   |

| 2008 | Classe | Moto     |    |   |   |    |     |     |    |     |    |     |     |    |    |    |    |    |    |    | Punti | Pos. |
| ---- | ------ | -------- | -- | - | - | -- | --- | --- | -- | --- | -- | --- | --- | -- | -- | -- | -- | -- | -- | -- | ----- | ---- |
| 2008 | MotoGP | Kawasaki | 12 | 7 | 5 | 14 | Rit | Rit | 10 | Rit | NP | Inf | Inf | 11 | 14 | 14 | 10 | 13 | 11 | 14 | 57    | 16º  |

| 2011 | Classe | Moto   |  |    |  |  |  |  |  |  |  |  |    |  |  |  |  |  |    |  | Punti | Pos. |
| ---- | ------ | ------ |  | -- |  |  |  |  |  |  |  |  | -- |  |  |  |  |  | -- |  | ----- | ---- |
| 2011 | MotoGP | Suzuki |  | 10 |  |  |  |  |  |  |  |  | NP |  |  |  |  |  | AN |  | 6     | 21º  |

| Legenda | 1º posto        | 2º posto            | 3º posto            | A punti      | Senza punti        | Grassetto – Pole position Corsivo – Giro più veloce |
| Legenda | Gara non valida | Non qual./Non part. | Ritirato/Non class. | Squalificato | '-' Dato non disp. | Grassetto – Pole position Corsivo – Giro più veloce |

### Campionato mondiale Superbike
| 2009 | Moto  |  |  |  |  |    |    |  |  |  |  |  |  |  |  |    |    |   |    |     |     |     |    |  |  |  |  |  |  | Punti | Pos. |
| ---- | ----- |  |  |  |  | -- | -- |  |  |  |  |  |  |  |  | -- | -- | - | -- | --- | --- | --- | -- |  |  |  |  |  |  | ----- | ---- |
| 2009 | Honda |  |  |  |  | 11 | 12 |  |  |  |  |  |  |  |  | NP | NP | 8 | NP | Rit | Rit | Rit | NP |  |  |  |  |  |  | 17    | 23º  |

| 2011 | Moto   |  |  |  |  |  |  |  |  |  |  |  |  |  |  |  |  |   |   |  |  |  |  |  |  |  |  |  |  | Punti | Pos. |
| ---- | ------ |  |  |  |  |  |  |  |  |  |  |  |  |  |  |  |  | - | - |  |  |  |  |  |  |  |  |  |  | ----- | ---- |
| 2011 | Suzuki |  |  |  |  |  |  |  |  |  |  |  |  |  |  |  |  | 5 | 7 |  |  |  |  |  |  |  |  |  |  | 20    | 20º  |

| 2012 | Moto   |  |  |    |     |     |    |    |    |  |  |     |    |    |    |    |     |    |    |     |    |   |    |    |    |    |    |    |    | Punti | Pos. |
| ---- | ------ |  |  | -- | --- | --- | -- | -- | -- |  |  | --- | -- | -- | -- | -- | --- | -- | -- | --- | -- | - | -- | -- | -- | -- | -- | -- | -- | ----- | ---- |
| 2012 | Suzuki |  |  | 13 | Rit | Rit | 11 | AN | NP |  |  | Rit | 16 | 17 | 14 | 15 | Rit | 15 | 14 | Rit | 10 | 9 | 12 | 13 | 12 | 12 | 11 | NP | NP | 44    | 19º  |

| Legenda | 1º posto        | 2º posto            | 3º posto           | A punti      | Senza punti        | Grassetto – Pole position Corsivo – Giro più veloce |
| Legenda | Gara non valida | Non qual./Non part. | Ritirato/Non class | Squalificato | '-' Dato non disp. | Grassetto – Pole position Corsivo – Giro più veloce |